# Вулиця Михайла Максимовича (Київ)
Вулиця Михайла Максимовича — вулиця в Голосіївському та Солом'янському районах міста Києва, місцевості Голосіїв, Совки. Пролягає від Васильківської площі до вулиці Степана Рудницького.
Прилучаються вулиця Академіка Книшова і Охтирський провулок.

## Історія
Вулицю прокладено в середині XX століття, мала назву Жулянська.
З 1977 року вулиця отримала назву Коротка. Згідно з описом, поданим у рішенні Київради про перейменування, малася на увазі інша з двох Жулянських вулиць — та, що пролягала на Теремках від Чабанівської вулиці до кінця забудови та існує й нині під цією ж назвою. Попри це фактично було перейменовано саме теперішню вулицю М. Максимовича.
З 1990 року — вулиця Онуфрія Трутенка, на честь київського робітника, члена Деміївського ревкому Онуфрія Трутенка.
Сучасна назва на честь Михайла Максимовича, українського науковця, першого ректора університету св. Володимира — з 2016 року.

## Установи та заклади
- Національна академія Служби безпеки України (буд. № 22)[5]
- Тролейбусне депо № 1 (буд. № 32)
- Дослідний завод «Квант» (буд. № 2)

## Цікаві факти
У радянський час на будівлі, де нині розташовується Національна академія Служби безпеки України, а тоді, відповідно, були Вищі курси КДБ, замість будь-яких вивісок можна було побачити напис «Молокозавод № 4».